# Maids of honour tart
La tarte (ou gâteau) des demoiselles d'honneur (également connue sous le nom de maids of honour cake) est une tarte anglaise traditionnelle composée d'une enveloppe de pâte feuilletée fourrée de dés de fromage. Une variante consiste à ajouter de la confiture, ou des amandes et de la noix muscade. Traditionnellement, cette tarte était fourrée de dés de lait caillé.

## Histoire
Cette tarte remonterait à Henri VIII, qui vit certaines des dames d'honneur de la reine manger des gâteaux et demanda à en goûter un. Il trouva cela délicieux et leur donna ce nom en mémoire des dames. Certaines versions vont encore plus loin, disant que la dame qui faisait les tartes fut emprisonnée et dut n'en confectionner que pour le roi. Selon une autre version, le nom viendrait de la reine Anne Boleyn, à l'époque dame d'honneur de l'épouse de Henry VIII, Catherine d'Aragon, et qui les confectionnait pour le roi,.
Un salon de thé à Kew dans le comté de Surrey, The Original Maids of Honour, date du XVIIIe siècle et fut fondé uniquement pour vendre ces tartes,.